# Авл Атилий Калатин
Авл Ати́лий Калати́н (лат. Aulus Atilius Calatinus; умер после 241 года до н. э.) — римский политический деятель и военачальник из плебейского рода Атилиев, консул 258 и 254 годов до н. э., цензор 247 года до н. э. Участник Первой Пунической войны. В 249 году до н. э. он стал единственным римским диктатором в истории этой должности, действовавшим за пределами Италии.

## Происхождение
Авл Атилий принадлежал к плебейскому роду, происходившему из Кампании и находившемуся в союзе с патрицианским родом Фабиев. По матери он был племянником трёхкратного консула Квинта Фабия Максима Гургита; о его отце и деде известно, что они носили преномены Авл и Гай соответственно.

## Биография
Авл Атилий впервые упоминается в источниках в связи с событиями 258 года до н. э., когда он стал консулом совместно с патрицием Гаем Сульпицием Патеркулом. В это время шла первая война Рима с Карфагеном, и военные действия были сосредоточены главным образом на Сицилии. Калатин отправился туда — по одним данным, в качестве единоличного командующего, по другим — вместе с коллегой. Сначала римляне подошли к Панорму и попытались спровоцировать его гарнизон на бой за стенами. Потерпев в этом неудачу, они взяли Гиппану, Митистрат, Энну и ряд более мелких городов. Затем Калатин двинулся на Камарину, но его войско попало в засаду; полного разгрома удалось избежать только благодаря военному трибуну Марку Кальпурнию Фламме, отряд которого отвлёк противника на себя и был перебит почти полностью. Тем не менее позже консул осадил Камарину и взял её благодаря осадным орудиям, присланным из Сиракуз. Луций Анней Флор и Псевдо-Аврелий Виктор утверждают, будто тогда же были взяты Дрепан, Панорм и Лилибей, но они явно смешивают в одном рассказе события разных кампаний.
По возвращении в Рим в 257 году до н. э. Авл Атилий был удостоен за свои успехи триумфа. В 254 году до н. э. он получил свой второй консулат, и его коллегой стал патриций Гней Корнелий Сципион Азина. В ходе предыдущей кампании большая часть римского военного флота погибла во время бури, так что консулам пришлось создавать его заново; за три месяца они смогли спустить на воду 220 судов (Полибий высказывает сомнения в реальности этого). Затем Калатин и Сципион Азина отправились с новым флотом на Сицилию. Они заняли благодаря предательству Кефалоидион, напали на Дрепан, от которого были отбиты, и осадили Панорм — главный опорный пункт карфагенян на севере острова. С помощью осадной техники римляне разрушили одну из крепостных башен и взяли штурмом «новый город», а после этого им сдались выжившие защитники. Оставив в Панорме гарнизон, консулы вернулись в Италию.
В 249 году до н. э. Авл Атилий опять воевал на Сицилии — на этот раз в качестве диктатора. Источники не сообщают о каких-либо успехах; здесь диктатор в первый и последний раз действовал за пределами Италии. В 247 году до н. э. Калатин достиг вершины своей карьеры — стал цензором вместе с патрицием Авлом Манлием Торкватом Аттиком.
В 241 году до н. э. Авл Атилий был посредником в споре между проконсулом Гаем Лутацием Катулом и пропретором Квинтом Валерием Фальтоном. Последний утверждал, что именно он фактически командовал флотом в битве при Эгатских островах, поскольку Катул был ранен, и что ему принадлежит заслуга окончательного разгрома Карфагена. Калатин вынес решение в пользу Гая Лутация, исходя из соображений субординации; при этом, по словам Валерия Максима, «на Валерия не легло пятно бесчестия, хоть он и домогался награды за храбрую и успешную битву не совсем законным путём». Оба участника этого спора получили по триумфу: Катул над карфагенянами, Фальтон — «морской триумф за Сицилию».
Марк Туллий Цицерон сообщает, что Авл Атилий построил в Риме храм Надежды.

## Память
На гробнице Авла Атилия была вырезана надпись:
Все племена согласны в том, что это был
Великий человек в своем народе
Цицерон неоднократно упоминает Калатина как одного из самых выдающихся римлян былых времён.